# ビル・マーフィー
ウィリアム・R・W・マーフィー（William R. W. Murphy , 1981年5月9日 - ）は、アメリカ合衆国カリフォルニア州出身のプロ野球選手（投手）。

## 経歴

### 来日前
2002年のMLBドラフト3巡目でオークランド・アスレチックスに指名され契約。
2007年、アリゾナ・ダイヤモンドバックスでメジャー初昇格。
2008年はトロント・ブルージェイズ傘下のAAA級シラキュースでプレーし、2009年にメジャー再昇格。

### ロッテ時代
2009年12月21日に千葉ロッテマリーンズと1年契約を結んだ。
2010年は序盤はリリーフを務めていたが、唐川や小野の故障離脱に伴い先発ローテーションに入る。6月20日の東北楽天ゴールデンイーグルス戦で7回1失点に抑えて開幕から負けなしの6連勝を挙げ、この記録は球団外国人投手では1953年のレオ・カイリー以来57年ぶり。与四球と暴投はリーグ最多、WHIPも1.47と制球力に課題を残したものの荒れ球を武器に被本塁打は9本に抑え12勝(6敗)と好成績を収めた。
2011年11月19日、来季の契約を結ばない事が発表され、12月2日に自由契約公示された。

### ロッテ退団後
2012年1月27日にトロント・ブルージェイズとマイナー契約を結ぶ。
2013年はアトランティック・リーグのロングアイランド・ダックスでプレー。
2014年はアトランティックリーグのカムデン・リバーシャークスと契約したが、8月27日に統一セブンイレブン・ライオンズと契約した。
2015年はカムデン・リバーシャークスと契約。

## プレースタイル
最速151km/hのストレートとスライダー・縦に割れるカーブ・チェンジアップを投げる。2010年はカーブの被打率が.156と特に秀でていた。立ち上がりが悪い傾向にあり、中盤以降に調子を上げるタイプである。日本での通算与四球率4.75と制球に難がある。

## 詳細情報

### 年度別投手成績
| 年 度     | 球 団     | 登 板 | 先 発 | 完 投 | 完 封 | 無 四 球 | 勝 利 | 敗 戦 | セ 丨 ブ | ホ 丨 ル ド | 勝 率 | 打 者 | 投 球 回 | 被 安 打 | 被 本 塁 打 | 与 四 球 | 敬 遠 | 与 死 球 | 奪 三 振 | 暴 投 | ボ 丨 ク | 失 点 | 自 責 点 | 防 御 率 | W H I P |
| --------- | --------- | ----- | ----- | ----- | ----- | -------- | ----- | ----- | -------- | ----------- | ----- | ----- | -------- | -------- | ----------- | -------- | ----- | -------- | -------- | ----- | -------- | ----- | -------- | -------- | ------- |
| 2007      | ARI       | 10    | 0     | 0     | 0     | 0        | 0     | 0     | 0        | 1           | ----  | 34    | 6.1      | 9        | 0           | 7        | 2     | 1        | 2        | 0     | 0        | 4     | 4        | 5.68     | 2.53    |
| 2009      | TOR       | 8     | 0     | 0     | 0     | 0        | 0     | 0     | 0        | 0           | ----  | 45    | 11.1     | 4        | 1           | 8        | 0     | 0        | 6        | 2     | 0        | 4     | 4        | 3.18     | 1.06    |
| 2010      | ロッテ    | 38    | 20    | 1     | 0     | 0        | 12    | 6     | 0        | 5           | .667  | 627   | 144.0    | 127      | 9           | 84       | 0     | 3        | 125      | 11    | 1        | 61    | 60       | 3.75     | 1.47    |
| 2011      | ロッテ    | 10    | 10    | 0     | 0     | 0        | 2     | 5     | 0        | 0           | .286  | 236   | 52.0     | 56       | 1           | 20       | 0     | 2        | 33       | 1     | 2        | 30    | 23       | 3.98     | 1.46    |
| 2014      | 統一      | 6     | 6     | 0     | 0     | 0        | 1     | 3     | 0        | 0           | .250  | 148   | 34.2     | 32       | 1           | 17       | 0     | 1        | 22       | 1     | 0        | 15    | 13       | 3.38     | 1.41    |
| MLB：2年  | MLB：2年  | 18    | 0     | 0     | 0     | 0        | 0     | 0     | 0        | 1           | ----  | 79    | 17.2     | 13       | 1           | 15       | 2     | 1        | 8        | 2     | 0        | 8     | 8        | 4.08     | 1.58    |
| NPB：2年  | NPB：2年  | 48    | 30    | 1     | 0     | 0        | 14    | 11    | 0        | 5           | .560  | 863   | 196.0    | 183      | 10          | 104      | 0     | 5        | 158      | 12    | 3        | 91    | 83       | 3.81     | 1.46    |
| CPBL：1年 | CPBL：1年 | 6     | 6     | 0     | 0     | 0        | 1     | 3     | 0        | 0           | .250  | 148   | 34.2     | 32       | 1           | 17       | 0     | 1        | 22       | 1     | 0        | 15    | 13       | 3.38     | 1.41    |

- 2014年度シーズン終了時
- 各年度の太字はリーグ最高

### 記録
投手記録
- 初登板：2010年3月26日、対北海道日本ハムファイターズ1回戦（千葉マリンスタジアム）、9回表に2番手で救援登板・完了、1回無失点
- 初奪三振：同上、9回表に陽岱鋼から空振り三振
- 初ホールド：2010年4月1日、対東北楽天ゴールデンイーグルス3回戦（千葉マリンスタジアム）、7回表に3番手で救援登板、1回無失点
- 初先発・初勝利：2010年5月2日、対福岡ソフトバンクホークス9回戦（福岡Yahoo! JAPANドーム）、5回1失点
- 初完投勝利：2010年7月18日、対埼玉西武ライオンズ15回戦（千葉マリンスタジアム）、9回1失点

打撃記録
- 初打席：2010年5月26日、対広島東洋カープ1回戦（MAZDA Zoom-Zoom　スタジアム広島）、2回表に高橋建から空振り三振
- 初安打：2011年5月24日、対広島東洋カープ2回戦（MAZDA Zoom-Zoom スタジアム広島）、2回表に福井優也から中前安打

### 背番号
- 40 （2007年）
- 62 （2009年）
- 69 （2010年 - 2011年）
- 35 （2014年）